# Monica Musonda
Monica Katebe Musonda es una empresaria, abogada y empresaria de Zambia que renunció a su trabajo como abogada corporativa para iniciar y luego dirigir una empresa procesadora de alimentos con sede en Zambia, Java Foods Limited, de la que es directora ejecutiva.

## Trayectoria
Musonda nació en Zambia alrededor de 1976. Tiene una licenciatura en Derecho por la Universidad de Zambia y una maestría en Derecho por la Universidad de Londres . Cuando inició su negocio de procesamiento de alimentos en 2012, fue descrita como "una abogada inglesa con doble cualificación y defensora de Zambia". 
La carrera jurídica de Musonda comenzó en el Reino Unido, tras su segunda licenciatura. Fue abogada asociada en Clifford Chance en Londres. Se mudó a Sudáfrica y fue ascendida a socia de Edward Nathan, en Johannesburgo.
Mientras estaba en Sudáfrica, la persuadieron para que se mudara a Washington D. C., como asesora general interna de la Corporación Financiera Internacional, un componente del Grupo del Banco Mundial. Mientras estuvo allí, se abrió un puesto en la empresa Dangote Group en Lagos de Nigeria. Fue contratada como directora de asuntos legales y corporativos y en poco tiempo fue ascendida a consejera general del grupo.
En uno de los viajes de Aliko Dangote a Zambia, con Mosunda en su equipo, Dangote le preguntó por qué la mayoría de las instituciones financieras y comerciales del país eran propiedad y estaban dirigidas por extranjeros. Entendió que era un desafío y decidió crear su propia empresa. Renunció como Consejera General del Grupo Dangote y lanzó Java Foods Zambia Limited. 
Cuatro años después, decidió ampliar su línea de productos. También decidió obtener la materia prima en Zambia. Su siguiente producto fue un "cereal instantáneo fortificado", al que ella denominó papilla. Está elaborado a base de harina de maíz.
Consiguió la ayuda de Partners in Food Solutions (PFS), un "consorcio de empresas alimentarias líderes a nivel mundial" que incluye General Mills, Cargill, DSM, Bühler, Hershey y Ardent Mills . Los ingenieros de PFS y los gerentes comerciales y científicos de alimentos de General Mills y Cargill trabajaron con el personal de Java Foods durante un año, de forma gratuita, para poner en marcha la planta de procesamiento de alimentos en Zambia.
En junio de 2017, Java Foods Limited empleaba a 25 personas a tiempo completo. Ese número se había reducido a 19 empleados a tiempo completo en 2020.
Monica Musonda fue nombrada miembro del Comité de Gobernanza y Ética de la Confederación Africana de Fútbol (CAF), en julio de 2019.
En 2021 Musonda era parte del jurado de la Iniciativa de Mujeres Cartier.
En 2021 Musonda formaba parte de los consejos de administración, como directora no ejecutiva, de Airtel Networks Zambia Plc.;  Zambia Sugar Plc. y Dangote Industries Zambia Limited.

## Reconocimientos
- Premio al Emprendedor Africano de Agronegocios del Año 2017.[1]
- 2022 BBC 100 Mujeres [8]